# Мангаратиба
Мангаратиба (порт. Mangaratiba) — муниципалитет в Бразилии, входит в штат Рио-де-Жанейро. Составная часть мезорегиона Агломерация Рио-де-Жанейро. Входит в экономико-статистический микрорегион Итагуаи. Население составляет 29 253 человека на 2007 год. Занимает площадь 351,653 км². Плотность населения — 83,2 чел./км².

## История
Город основан 11 ноября 1831 года.

## Статистика
- Валовой внутренний продукт на 2005 год составляет 302 022 000,00 реалов (данные: Бразильский институт географии и статистики).
- Валовой внутренний продукт на душу населения на 2005 год составляет 10 324,48 реалов (данные: Бразильский институт географии и статистики).
- Индекс развития человеческого потенциала на 2000 год составляет 0,790 (данные: Программа развития ООН).

## География
Климат местности: тропический.